# Bournea sinensis
Bournea sinensis là một loài thực vật có hoa trong họ Tai voi. Loài này được Oliv. mô tả khoa học đầu tiên năm 1893.